# Cyema atrum
Cyema atrum – gatunek ryby głębinowej, jedyny przedstawiciel rodzaju Cyema i rodziny Cyematidae. Gatunek batypelagiczny, żyje na głębokościach 5000 m. Cyematidae zaliczane są do węgorzokształtnych. Występują w wodach Atlantyku, Oceanu Indyjskiego i Pacyfiku.